# 1957 Defence White Paper
Das 1957 Defence White Paper (Cmnd. 124,  Command Paper 124) war ein im März 1957 erstelltes White Paper, das den britischen Streitkräften die zukünftige Ausrichtung darlegen sollte. Das Papier mit dem offiziellen Titel Defence: Outline of Future Policy hatte einen starken Einfluss auf alle Aspekte der Landesverteidigung, aber vor allem auf die britische Luftfahrtindustrie weit über die 1960er Jahre hinaus. Erstellt und am 4. April 1957 vorgestellt wurde das Papier von dem kurz zuvor ernannten Verteidigungsminister Duncan Sandys.
Zwei Faktoren waren hauptsächlich für die dargelegten Entscheidungen verantwortlich: die finanzielle Lage des Landes und das heraufziehende Raketen-Zeitalter. Wurden bis dahin Luftkämpfe zwischen hochfliegenden mit Nuklearwaffen ausgerüsteten Bombern und schnellen Abfangjägern als entscheidend angesehen, so traten nun Lenkraketen, speziell Boden-Luft-Raketen als Bedrohung von Flugzeugen generell in den Vordergrund. Absehbar war ebenfalls bereits, dass Raketen nukleare Waffen zu jedem beliebigen Punkt in der Welt tragen konnten.

## Inhalt
Die insgesamt 68 Absätze des Weißbuchs sind einzeln nummeriert, wobei mehrere Absätze einen gemeinsamen Titel tragen können.
| Absätze   | Original-Abschnittstitel      | Kernaussagen |
| --------- | ----------------------------- | --- |
| 1 und 2   | ohne                          | Allgemeine Einführung |
| 3 und 4   | Scientific Advances           | Sandys geht auf den wissenschaftlichen Fortschritt der letzten Jahre ein. Danach hat die Raketenwaffe einen derartigen Entwicklungsstand erreicht, dass eine Neuausrichtung der Verteidigung erfolgen kann und muss. |
| 5 und 6   | Demands on Economic Resources | Die Absätze behandeln die Belastung Großbritanniens durch die Verteidigungsausgaben, die 10 % des Bruttoinlandsprodukts entsprachen |
| 7 und 8   | Britain’s Responsibilities    | Britanniens Verantwortungen im Verbund mit den alliierten Staaten und für seine Kolonien. Eine Langzeitausrichtung der Verteidigung ist deshalb notwendig. |
| 9 und 10  | Collective Defence            | Eine Verteidigung Großbritanniens ist nur in einem Bündnis möglich. Im westlichen Verbund nähme das Land aber eine überproportionalen Anteil der Belastungen auf sich. |
| 11 bis 15 | Nuclear Deterrent             | Nukleare Abschreckung: Absatz 15 hat erstmals in dem Papier Bezug zur Luftverteidigung. Die Absicht ist demnach die Bomber der V-Klasse durch ballistische Mittelstreckenraketen zu ergänzen oder zu ersetzen. |
| 16 und 17 | Defence of the Deterrent      | Verteidigung der Abschreckung: Nach Absatz 16 soll zum Schutz der Bomber-Flugplätze eine Anzahl bemannter Jagdflugzeuge vorgehalten werden und mit gelenkten Luft-Luft-Raketen ausgerüstet werden. Zu gegebener Zeit sollen die Jagdflugzeuge durch Boden-Luft-Raketen ersetzt werden. |
| 18 und 19 | Civil Defence                 | Zivilschutz ist notwendig, da nicht ausgeschlossen werden kann, dass die nukleare Abschreckung versagt. |
| 20 bis 24 | Europe and Atlantic           | Europa und Atlantic: Im Absatz 21 wird der Beitrag von GB innerhalb der NATO als zu hoch angesehen und soll gekürzt werden. 22: die Stärke der Rheinarmee soll von 77.000 auf 64.000 reduziert werden. 23: die Second Tactical Air Force in Deutschland soll bis März 1958 auf die Hälfte der derzeitigen Stärke schrumpfen. Auch die Zahl der leichten Bomber in GB soll um die Hälfte sinken, dafür sollen diese Streitkräfte aber mit Atombomben ausgerüstet werden. 24: Auch die Seestreitkräfte sollen reduziert werden. |
| 25 bis 28 | Middle East                   | Mittlerer Osten |
| 29 bis 32 | Far East                      | Ferner Osten |
| 33 und 34 | Overseas Garrisons            | Stützpunkte im Ausland |
| 35 bis 37 | Central Reserve               | Die zentrale Armee-Reserve in GB muss eine hohe Mobilität besitzen, die im Ernstfall durch zivile Flugzeuge und Schiffe aufgestockt werden muss. |
| 38 bis 40 | Sea Power                     | Seemacht: Flugzeugträger erlangen eine größere Bedeutung. Sonstige Schiffe werden reduziert und mit Lenkwaffen ausgestattet. |
| 41 bis 51 | Man Power and Recruitment     | Mannschaftsstärke und Rekrutierung: Die Gesamtstärke der Streitkräfte soll bis 1962 von 700.000 Mann auf rund die Hälfte gesenkt werden. |
| 52 bis 55 | Reserve Forces                | Die Royal Auxiliary Air Force und Royal Naval Volunteer Reserve wird aufgelöst. Die Reservekräfte der Marine und Luftwaffe bleiben als solche erhalten, werden aber im Umfang reduziert. |
| 56 bis 58 | Expenditure                   | Ausgaben: Die Verteidigungsausgaben betrugen 1956/57 1600 Mio. Pfund sollen aber für 1957/58 durch vielfältige Einsparungsmaßnahmen auf 1420 Mio. Pfund gesenkt werden. |
| 59        | Research and Development      | Forschung und Entwicklung: kein Text verfügbar |
| 60 bis 61 | Commonwealth Co-operation     | Als Beispiel für die gute bisherige Commonwealth-Zusammenarbeit wird die Entwicklung von Lenkraketen in Woomera aufgeführt. |
| 62 bis 64 | Switch of Resources           | Es wird eine große Anzahl freigesetzter Angehörige der Streitkräfte geben, die an anderer Stelle eingesetzt werden sollen. |
| 65 bis 67 | Conclusion                    | Fazit: Die Flotte soll mit modernen Schiffen ausgerüstet werden. Das Heer soll Artillerie mit Atom-Granaten und eine hohe strategische Mobilität erhalten. Die Luftwaffe erhält Atombomben im Megatonnenbereich aus britischer Produktion. Außerdem soll ein Raketensystem zur Luftverteidigung entwickelt und ballistische Raketen zur Ergänzung der V-Bomber-Flotte eingeführt werden. |

## Auswirkungen

### Reorganisation der Luftfahrtindustrie
Als Folge der Festlegungen des Papiers wurde die Umorganisation der Flugzeuge produzierenden Industrie in der Form festgeschrieben, dass sich jeweils mehrere kleinere Firmen zu einem großen Unternehmen zusammenschließen sollten. Nur an diese Firmenzusammenschlüsse sollten noch staatliche Aufträge vergeben werden, wobei im Flugzeugbereich lediglich die BAC TSR-2 als einziges potentiell neu zu beauftragende Projekt ausgenommen wurde.
Unter diesem Druck schlossen sich 1960 dann English Electric, Bristol Aeroplane Company und Vickers-Armstrong zur British Aircraft Corporation oder BAC zusammen. Hunting Aircraft schloss kurze Zeit später an. Im gleichen Jahr entstand aus de Havilland, Blackburn Aircraft und Folland schließlich Hawker Siddeley, das bereits 1935 als Zusammenschluss aus Armstrong Whitworth, Avro, Gloster und Hawker gebildet wurde.
Danach verblieben mit Handley Page und den kleineren Firmen Auster, Boulton Paul, Miles Aircraft, Scottish Aviation und Short Brothers, nur noch wenige unabhängige Unternehmen bestehen. In den 1970er Jahren waren jedoch auch diese aufgelöst und verblieb nur noch Scottish Aviation, das sich 1977 mit British Aerospace zusammenschloss und Shorts, das 1989 von Bombardier aufgekauft wurde.
Genauso wurden auch Triebwerkshersteller zu Fusionen aufgefordert. So schlossen sich 1959 Armstrong Siddeley und die Triebwerksabteilung von Bristol zu Bristol Siddeley zusammen. Letzteres Unternehmen wurde dann aber bereits 1966 von Rolls-Royce aufgekauft, das damit als einziger bedeutender Hersteller auf diesem Sektor verblieb.

### Streichung bemannter Flugzeugprojekte
Die Rezeption des Papiers in der Öffentlichkeit war so, dass angenommen wurde, dass Sandys die zukünftige Verteidigung Großbritanniens alleine durch Boden-Luft-Raketen gesichert sieht. Tatsächlich wurden bis auf eine Ausnahme (English Electric Lightning), alle laufenden Projekte zur Beschaffung von bemannten Flugzeugen abgebrochen. Zu den nicht weitergeführten Projekten gehörten die Überschallabfangjäger, die gegen hochfliegende Bomber eingesetzt werden sollten. Betroffen waren die Ausschreibungen F.155 und die für die Übergangszeit, bis zur 1963 vorgesehenen Einführung der F.155 vorgesehenen Jagdflugzeuge Saunders-Roe SR.53 und Saunders-Roe SR.177. Auch der leichte Überschallbomber Avro 730 wurde genauso gestrichen, wie die für ihn vorgesehene Blue Rosette Nuklearwaffe. Entgegen den Erwartungen wurde auch die Entwicklung der Boden-Luft-Rakete Blue Envoy abgebrochen, obwohl ihr Einsatz augenscheinlich im Sinne des Papiers hätte erfolgen können. Die English Electric P.1 wurde ausgespart, da sie sich bereits in einem fortgeschrittenen Entwicklungsstadium hin zur Lightning befand. Die Royal Auxiliary Air Force wurde ebenso aufgelöst wie der Luftfahrtbereich der Royal Naval Volunteer Reserve.

### Umstrukturierung des britischen Heeres
Die British Army wurde in ihrer Größe reduziert und umstrukturiert. Dies ging einher mit einer in zwei Etappen in den Jahren 1959 und 1962 durchgeführten Umstellung vom bisherigen Dienst im National Service, einer Wehrpflichtigenarmee, zu einer Freiwilligenarmee. Aufgelöst wurden 51 größere und eine Vielzahl kleinerer Einheiten, wonach die Armee noch über einen Personalbestand von 165.000 Offiziere und Mannschaften verfügte. Die Royal Artillery verlor 18 große und viele kleinere Einheiten; die Royal Horse Artillery wurde auf drei Regimenter beschnitten. Bei der Infanterie erfolgte eine Umgruppierung von Regimentern in Brigaden.